# Satelitska televizija
Satelitska televizija zajednički je naziv za televizijske sustave koji televizijske signale prenose pomoću telekomunikacijskih satelita. Signal poslan preko takvih satelita najčešće se prima vanjskim antenama zbog svog izgleda zvanim satelitskim tanjurima. Izraz se obično rabi kako bi se ti sustavi razlikovali od zemaljske televizije gdje se signal prenosi preko predajnika na tlu, odnosno kabelske televizije gdje se signal prenosi  kabelima. Glavna karakteristika satelitske televizije je ta da svojim gledateljima pruža širok raspon televizijskih programa koji nisu dostupni zemaljskim TV prijamnicima ni kabelskim televizijama.

## Povijest
Prvi satelitski televizijski signal je prenošen iz Europe u Sjevernu Ameriku preko satelita Telstar godine 1962. Prvi geosinkroni komunikacijski satelit Syncom 2 lansiran je 1963. Prvi komercijalni komunikacijski satelit, Intelsat I (zvani Early Bird), lansiran je u geosinkronu orbitu 6. svibnja 1965. Prvu nacionalnu mrežu satelitske televizije, Orbitu, stvorio je Sovjetski Savez 1967. na temelju visokoeliptičnih satelita Molnjija pomoću kojih se prenosio TV signal na zemaljske downlink stanice. U Sjevernoj Americi prva je satelitska mreža bila temeljena na kanadskom geostacionarnom satelitu Anik 1, koji je lansiran 1972. godine. ATS-6, prvi obrazovni satelit i satelit za direktno emitiranje, lansiran je 1974. Dvije godine kasnije SSSR je lansirao vlastiti satelit za direktno emitiranje po imenu Ekran.

## Vanjske poveznice
- Lyngemark Satellite Charts
- Worldwide satellite locations and feed information, available in a wide variety of languages